# Pretty on the Inside
Pretty on the Inside es el álbum debut de la banda estadounidense Hole, lanzado el 23 de agosto de 1991 en Estados Unidos a través de Caroline Records. Fue su primer lanzamiento importante desde la formación de la banda en 1989, con la vocalista y guitarrista rítmica Courtney Love, el guitarrista Eric Erlandson, la bajista Jill Emery y la baterista Caroline Rue. Pretty on the Inside fue producido por la vocalista y bajista de Sonic Youth, Kim Gordon y el líder de Gumball, Don Fleming. 
El álbum es notado por ser el único material de la banda con una fuerte influencia del punk rock y noise rock debido a sus letras explícitas, riffs distorsionados, gritos y la «ética del punk descuidado.» Desde su lanzamiento, el álbum fue bien recibido por los críticos de rock alternativo, obteniendo críticas favorables en revistas importantes como Spin y NME. En contraste con su popularidad moderada en Estados Unidos, el disco recibió mucha más atención en el Reino Unido en donde el único sencillo «Teenage Whore» llegó al número 1 en el UK Indie Chart en septiembre de 1991.
Pretty on the Inside ha vendido más de 200.000 copias en los Estados Unidos, y ha ganado un seguimiento de culto contemporáneo por los fanáticos del rock. A pesar de la aclamación por la crítica, en los últimos años su vocalista Courtney Love se refirió al álbum como «inaudible». En agosto de 2011, el álbum fue reeditado en Estados Unidos en formato vinilo LP para celebrar su vigésimo aniversario.

## Lista de canciones
Todas las canciones escritas y compuestas por Courtney Love, Eric Erlandson, Jill Emery y Caroline Rue, a menos que se indique.

| N.º | Título                   | Escritor(es)                                             | Duración |  |
| 1.  | «Teenage Whore»          |                                                          | 2:57     |  |
| 2.  | «Babydoll»               |                                                          | 4:59     |  |
| 3.  | «Garbadge Man»           |                                                          | 3:19     |  |
| 4.  | «Sassy»                  |                                                          | 1:43     |  |
| 5.  | «Good Sister/Bad Sister» |                                                          | 5:47     |  |
| 6.  | «Mrs. Jones»             |                                                          | 5:25     |  |
| 7.  | «Berry»                  |                                                          | 2:46     |  |
| 8.  | «Loaded»                 |                                                          | 4:19     |  |
| 9.  | «Starbelly»              |                                                          | 1:46     |  |
| 10. | «Pretty on the Inside»   |                                                          | 1:27     |  |
| 11. | «Clouds»                 | Joni Mitchell (arreglo por Love, Erlandson, Emery y Rue) | 3:58     |  |

## Personal
Todos los créditos del personal son obtenidos de las notas del álbum.
Hole
- Courtney Love – vocales, guitarra rítmica
- Eric Erlandson – guitarra
- Jill Emery – bajo
- Caroline Rue – batería, percusión

Personal técnico
- Kim Gordon – productora
- Don Fleming – productor
- Brian Foxworthy – ingeniero

Personal de diseño
- Vicki Berndt – fotografía
- Pizz – portada
- Jill Emery – diseño